# 9.º distrito congresional de Arizona
El 9.º distrito congresional de Arizona es un distrito congresional que elige a un representante para la Cámara de Representantes de los Estados Unidos por el estado de Arizona. Actualmente, el distrito está representado por el demócrata Greg Stanton. El distrito fue creado a partir del censo de los Estados Unidos de 2010 y empezó a funcionar en el 113.º Congreso. Ocupa el corazón urbano  de la ciudad de Phoenix, Arizona

## Geografía
El 9.º distrito congresional se encuentra ubicado en las coordenadas 33°30′50″N 112°28′33″O / 33.513889, -112.475833. El distrito se encuentra completamente dentro del condado de Maricopa. 